# Хам (Цуг)
Хам (нім. Cham ZG) — місто  в Швейцарії в кантоні Цуг.

## Географія
Місто розташоване на відстані близько 85 км на схід від Берна, 5 км на захід від Цуга.
Хам має площу 17,7 км², з яких на 24,8% дозволяється будівництво (житлове та будівництво доріг), 60,6% використовуються в сільськогосподарських цілях, 12,5% зайнято лісами, 2% не є продуктивними (річки, льодовики або гори).

## Демографія
2019 року в місті мешкало 16 893 особи (+14,1% порівняно з 2010 роком), іноземців було 25,8%. Густота населення становила 953 осіб/км².
За віковим діапазоном населення розподілялося таким чином: 21,2% — особи молодші 20 років, 63% — особи у віці 20—64 років, 15,8% — особи у віці 65 років та старші. Було 7036 помешкань (у середньому 2,4 особи в помешканні).
Із загальної кількості 10 256 працюючих 171 був зайнятий в первинному секторі, 2107 — в обробній промисловості, 7978 — в галузі послуг.
| Рік  | Населення |
| ---- | --------- |
| 1771 | 839       |
| 1850 | 1321      |
| 1888 | 3140      |
| 1900 | 2025      |
| 1950 | 5486      |
| 1970 | 8209      |
| 1991 | 11091     |
| 2000 | 13145     |
| 2005 | 13791     |
| 2006 | 13730     |
| 2007 | 13981     |
| 2013 | 15020     |
| 2018 | 16884     |